# Neope beata
Neope beata är en fjärilsart som beskrevs av Talbot 1949. Neope beata ingår i släktet Neope och familjen praktfjärilar. Inga underarter finns listade i Catalogue of Life.